# Benno Herrmannsdörfer
Benno Herrmannsdörfer (* 20. März 1916 in Altötting; † 2005) war ein deutscher Jurist und Politiker (CSU, NPD, BP). 1966 zog er als Abgeordneter der NPD in den Bayerischen Landtag ein. Im Juli 1970 trat er aus der NPD aus und wurde Spitzenkandidat der Bayernpartei im Wahlkreis Niederbayern.
Herrmannsdörfer nahm nach dem Abitur und seinem zweijährigen Wehrdienst an der Ludwig-Maximilians-Universität München ein Studium der Rechtswissenschaft auf. Am 24. November 1938 beantragte er die Aufnahme in die NSDAP und wurde rückwirkend zum 1. November desselben Jahres aufgenommen (Mitgliedsnummer 7.023.239). Sein beruflicher Werdegang wurde unterbrochen, als er nach dem ersten Staatsexamen im Herbst 1940 zur Wehrmacht eingezogen wurde. Dort stieg er bis in den Rang eines Leutnants. Im Sommer 1941 zog er mit seiner Einheit in den Krieg gegen die Sowjetunion und geriet im Verlauf des Feldzuges in sowjetische Kriegsgefangenschaft. Nach fünfjähriger Haft kehrte er nach Deutschland zurück. Herrmannsdörfer beendete seine juristische Ausbildung und trat 1952 in den richterlichen Dienst am Landgericht München ein. Mit der Beförderung zum Amtsgerichtsrat wechselte er in die Verwaltung des Deutschen Patentamts. Von 1962 an diente er als Senatsrat beim Bundespatentgericht in München.
1964 wurde Herrmannsdörfer zunächst Mitglied der CSU, trat aber bereits im April 1965 zur NPD über, deren Landesvorsitzender er Ende 1966 wurde. Mit dem Wahlerfolg der NPD bei den Landtagswahlen vom 20. November 1966 zog er über den Wahlkreis Unterfranken in den Bayerischen Landtag ein. Dort gehörte er dem Ausschuss für den Staatshaushalt und Finanzfragen an. Der Bayerische Landtag wählte ihn 1969 zum Mitglied der Bundesversammlung, die Gustav Heinemann zum Bundespräsidenten wählte. Auf dem Bundesparteitag der NPD im Februar 1970 in Wertheim erklärte er seinen Rücktritt als bayerischer NPD-Landesvorsitzender. Am 22. Juli 1970 erklärte er als zweiter NPD-Abgeordneter nach Walter Brandner seinen Austritt aus der Partei. Er behielt jedoch sein Mandat und gehörte dem Parlament bis zum Ende der Legislaturperiode am 22. November 1970 als Fraktionsloser an. Bei der Landtagswahl 1970 war er Spitzenkandidat der Bayernpartei im Wahlkreis Niederbayern.